# Haematopus unicolor
Haematopus unicolor là một loài chim trong họ Haematopodidae.

## Phân bố và môi trường sống
Đây là loài đặc hữu New Zealand. Loài này có thể vẫn là loài đặc hữu do lối sống ít di chuyển xa và không di cư, giữ tất cả các quần thể trong cùng một sinh cảnh trên đảo. Chúng thường từng cặp trên bờ biển khắp New Zealand. Khu vực phân bố của chúng xung quanh New Zealand là xung quanh hầu hết các đường bờ biển Bắc, Nam và quần đảo Stewart và một số đảo ngoài khơi ngoại trừ các đảo xa ngoài khơi bờ biển phía Tây. Trong khi chúng xuất hiện ở mật độ thấp hơn trên các đường bờ biển phía tây, chúng tập trung ở những khu vực này; Northland, Bán đảo Coromandel, vịnh Plenty, Greater Wellington, Nelson / Marlborough và Fiordland.
Môi trường sống ưa thích của chúng là một loạt các kiểu sinh cảnh ven biển khác nhau tùy thuộc vào hoạt động và môi trường sống sẵn có Haematopus unicolor thường ít khi hiện diện xa hơn 30 km từ bờ biển. Địa điểm sinh sản và làm tổ ở trên các bờ biển cát, thường là xa các bến cảng có bùn. Một số cá thể tụ tập trong các bãi cỏ ngắn và đôi khi kiếm ăn trên đồng cỏ sau khi mưa, tuy nhiên nói chung thường tồn tại xung quanh các bãi biển ven biển, cửa sông và bờ biển. Chúng thích những khu vực ven biển đầy cát và tránh những bãi biển đầy sỏi và những khu vực có đá cuội. Chúng làm tổ trên bờ giữa các tảng đá hoặc trên cồn cát bằng cách cạo hố cát nông, đôi khi được lót bằng một số rong biển.